# پاول پلوتس
پاول پلوتس (چکی: Pavel Ploc؛ زادهٔ ۱۵ ژوئن ۱۹۶۴) اسکی‌باز پرش اهل چکسلواکی بود.